# 齊魯阿努曼迪迪
齊魯阿努曼迪迪是馬達加斯加的城市，也是邦古拉法區的首府，位於該國中西部，距離首都塔那那利佛約120公里，海拔高度860米，2005年人口25,391。